# Ентърпрайз Сървисис България
„Ентърпрайз Сървисис България“ ЕООД е българско предприятие за услуги в областта на информационните технологии (ИТ) със седалище в София. Към 2018 година в него работят над 3 хиляди души, а обемът на продажбите е 231 милиона лева, което го прави най-големият доставчик на ИТ услуги в страната.
Създадено е през 2016 година, като в него е обособена част от дейността на „Хюлет-Пакард Глоубъл Деливъри България Сентър“. Това става като част от по-мащабна реорганизация, при която компанията майка „Хюлет Пакард Ентърпрайз“ обособява дейността си по бизнес услугите и тя е слята с тази на „Компютър Сайънс Корпорейшън“ като е образувана нова самостоятелна група – „Ди Екс Си Текнолъджи“.
Основната дейност на „Ентърпрайз Сървисис България“ е отдалеченото управление и поддръжка на ИТ инфраструктура, както и аутсорсинг на различни бизнес процеси за клиенти най-вече в Германия, но също и в Съединените щати и други европейски страни.